# Фитингоф (посёлок)
Фитингоф — посёлок в Пичаевском районе Тамбовской области. Входит в состав Вяжлинского сельсовета.

## География
Посёлок находится при железнодорожной станции Фитингоф, на расстоянии 14 км к северу от села Пичаево, административного центра района.

### Часовой пояс
Посёлок Фитингоф, как и вся Тамбовская область, находится в часовой зоне МСК (московское время). Смещение применяемого времени относительно UTC составляет +3:00.

## История
Посёлок основан в 1874 году при одноимённой железнодорожной станции. Название станция получила от фамилии владельца — барона Фитингофа.

## Население
| 2002 | 2010 |
| ---- | ---- |
| 117  | ↗120 |

### Национальный состав
Согласно результатам переписи 2002 года, в национальной структуре населения русские составляли 98 % из 117 чел.

## Улицы
- ул. Дачная,
- ул. Железнодорожная,
- ул. Зелёная,
- ул. Лесная[6].